# 木野原さやか
木野原 さやか（きのはら さやか、10月8日）は、日本の女性声優。主にアダルトゲームに声をあてている。主に関西地方のメーカーの作品に参加している。

## 出演作品

### ゲーム

#### 2008年
- メアメアメア（イルギット＝ナイトメア）[6]

#### 2009年
- 恋文ロマンチカ（宵之道 吟情）
- 聖徒会長ヒカル〜淫魔に占領された学園〜（白石 琴音）
- 痴漢専用車両2 報復の痴辱電車（須藤 あやめ）

#### 2010年
- キミベタDL版（朝倉 慎吾）
- メアメアメアSP (Sister Plus)* （イルギット＝ナイトメア）
- 性器雇用（竜崎沙織）

#### 2011年
- フラグへし折り男（富岡 右央）
- 巨乳性奴会長 恥辱の白濁黒タイツ〜こんな奴のオカズになるなんて!〜（リョーコ）
- 恋愛家庭教師ルルミ★Coordinate!（東別院 ルルミ）[7]
- 今日、僕の彼女が最低の下衆野郎に汚されます。（霧島 梨緒）[8]

#### 2012年
- エロゲーしようよっ!（三乃瀬 めぐり）[9]
- 夏色あさがおレジデンス（城ヶ崎 真白）[10]
- 魔王と踊れ! コード:アルカナ（マレーネ）[11]

#### 2013年
- まにょっこ☆まこりん 〜僕も魔法少女!?〜（速瀬 千里）[12]
- ヤンデレお姉ちゃんの弟飼育日記（有明 いそら）
- と～めいヘブン! ～透明人間になって美少女たちをもみまくりッ!!～
- 星逢のプリズムギア（新城 曜子）

#### 2014年
- 悪女装（緋堂 真尋、緋堂 まお）
- 学園の生贄 慰み者と化した巨乳不良少女 ～白濁に侵される褐色&堕肉の狂宴～（ショーコ）
- 魔法少女征服宣言 ～世界征服なんてしない～（七峰 翼）
- 痴漢専用車両2 ～報復の恥辱電車～ HDリマスター（須藤 あやめ）

#### 2015年
- 監獄女王 ～ドS女看守達によるM男化調教～（鏡華）
- 敗北の淫獣ハンター・月氷姫レイ ～名門女学生と共に触手の苗床にされる美少女剣士～（ナタリア）
- せぶんぴ～す! ～淫ちてゆく少女たち～（澄川 冥）

#### 2016年
- 姉、あまえて! ～2人の姉と身も心もトロける性活～（鈴原 茅乃）
- 逆レイプ女子寮 ～迫り来る女達に搾り取られ続ける俺の白濁液～（大河原 咲那）

#### 2017年
- 孕ませ体験学習 ～自然の中で性キョーイク!?～（霜月 恵理子）

#### 2018年
- 妹を汚した記憶（桐野 暁）

#### 2020年
- LOVE・デスティネーション（神尾 花梨）

#### 2021年
- Lowな妹にサキュバスが取り憑いたので種付け余裕でした。（リリ）

## ラジオ
- 木野原さやか&水神楓のPiPiPiラジオ